# 6月18日呼籲

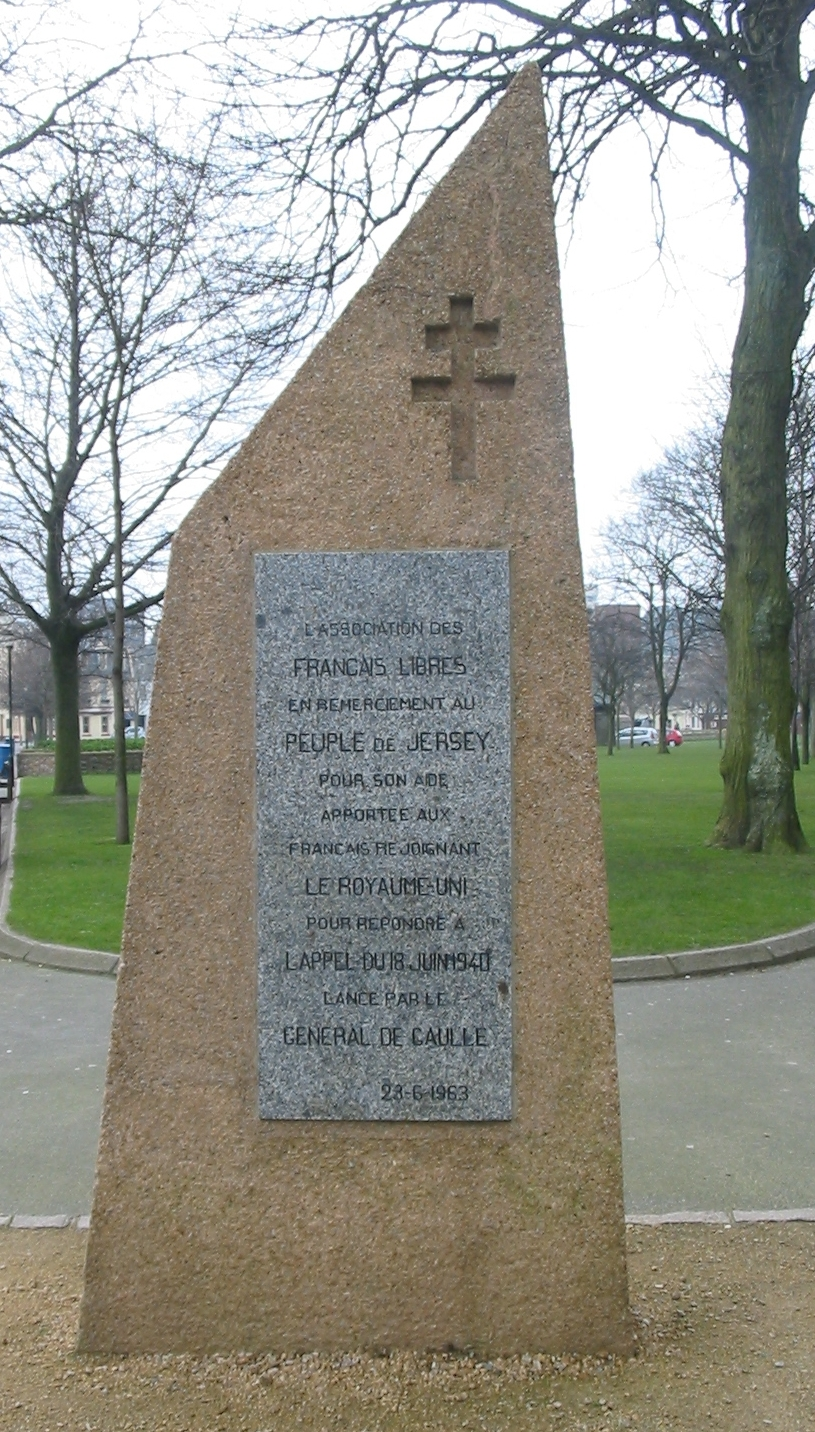
紀念通過澤西島前往英國響應自由法國的戰士紀念碑

6月18日呼籲（法語：L'Appel du 18 juin）是自由法國領袖戴高樂的一次著名演說，這次演說被認為是法國抵抗德國佔領的起源。戴高樂在法國淪陷後從倫敦向法國人廣播，他宣稱戰爭還沒有結束，法國尚未輸掉這場戰爭。這次演說凝聚了國家的抵抗意志，是法國歷史上最重要的演說之一。
儘管《6月18日呼籲》是抵抗運動和自由法國的開端，歷史學家研究證明當時收聽到廣播的法國民眾非常少，效果不怎麼顯著。反而戴高樂在1940年6月22日在英國國家廣播公司的演說更廣為人知。

## 背景
1940年，法國戰役的失敗使得一戰英雄貝當已經跟德國簽訂停戰協議，德國進佔法國北部，貝當在南部建立維琪法國政權。戴高樂將軍反對停戰，因此他在1940年6月15日逃往倫敦，成為自由法國的領導者。
三天後，戴高樂獲得英國首相邱吉爾的特別許可從BBC廣播大樓發送廣播，儘管英國內閣認為這樣的廣播可能導致維希政府與德國更緊密的合作而反對。在他的講話中戴高樂提醒法國人英國和美國將會從軍事面和經濟面上支援法國從德國手上收復失土。
出於一時輕視，英國廣播公司並未替這次廣播錄音，實際上也少有法國民眾聽到這次廣播。但四天後戴高樂又一次的廣播逐漸引起國內的迴響。

## 演說全文
多年來一直擔任法國軍隊領袖的人已經組成了政府，這個政府聲稱我們的軍隊戰敗，已經和敵人取得了聯繫，以便停止戰鬥。事實上，無論是在地面還是在天空，過去還是現在，我們都被敵人的機械化部隊壓倒。迫使我國軍隊撤退的是德國人的坦克、飛機和戰術，而非不是我們人數不足，正是德國驚人的坦克、飛機和戰術讓我國的領袖們落到現在這種不幸的地步。

但這是最終的結局嗎？我們是否必須放棄一切希望？我們最終是否戰敗了？我對這些問題的回答是：不！　　

相信我，我是根據對於事實的充分瞭解在說話，法國的事業沒有失敗，使我們失敗的那些因素，終有一天會使我們轉敗為勝。因為，你們要記住，法國並不孤單。它並不孤單！它並不孤單！在他身後是一個廣大的帝國，它可以跟大英帝國結盟，控制海洋和繼續戰鬥，還能夠充分運用美國無限的工業產業。

這場戰爭並不局限於我們這個不幸的國家，法國戰役的結果不代表這場戰爭的結束，這是場世界大戰。所有的錯誤，所有的延誤，所有的痛苦，都無法改變一個既成的事實，我們來日粉碎敵人所需要的一切依然在世界上存在著。今天我們被機械化實力的無情力量擊敗了，但是我們還能夠矚望未來，更加強大的機械化實力將給我們帶來勝利，世界的命運就取決於此。　

我是戴高樂將軍，我現在在倫敦。我向目前在英國土地上和將來可能來到英國土地上的持有武器和沒有武器的法國官兵發出號召，我向目前在英國土地上和將來可能不到英國土地上的軍火工廠的一切工程師和技術工人發出號召，請你們和我取得聯繫。無論發生什麼事情，法國抵抗的火焰都不能熄滅，也絕不會熄滅。明天，我將再次從倫敦廣播。